# Épineux-le-Seguin
Pour les articles homonymes, voir Seguin.
Épineux-le-Seguin est une ancienne commune française, située dans le département de la Mayenne en région Pays de la Loire, devenue le 1er janvier 2017 une commune déléguée au sein de la commune nouvelle de Val-du-Maine.
Elle est peuplée de 264 habitants.
La commune fait partie de la province historique du Maine, et se situe dans le Bas-Maine.

## Géographie
La commune déléguée possède une exclave au sud-ouest, entre Ballée (Mayenne) et Auvers-le-Hamon (Sarthe).

### Géologie
La commune repose sur le bassin houiller de Laval daté du Culm, du Viséen supérieur et du Namurien (daté entre -346 et -315 millions d'années).

## Toponymie
L'abbé Angot mentionne une graphie Épineu-le-Séguin.

## Histoire
Cure mentionnée en 1175. La seigneurie depuis 1226, faisant partie de la châtellenie de Varennes. Fours à chaux et mines d'anthracite exploitées entre 1833 et 1858.
Le 1er janvier 2017, Épineux-le-Seguin intègre avec la commune de Ballée la commune de Val-du-Maine créée sous le régime juridique des communes nouvelles instauré par la loi no 2010-1563 du 16 décembre 2010 de réforme des collectivités territoriales. Les communes de Ballée et Épineux-le-Seguin deviennent des communes déléguées et Ballée est le chef-lieu de la commune nouvelle.

## Politique et administration

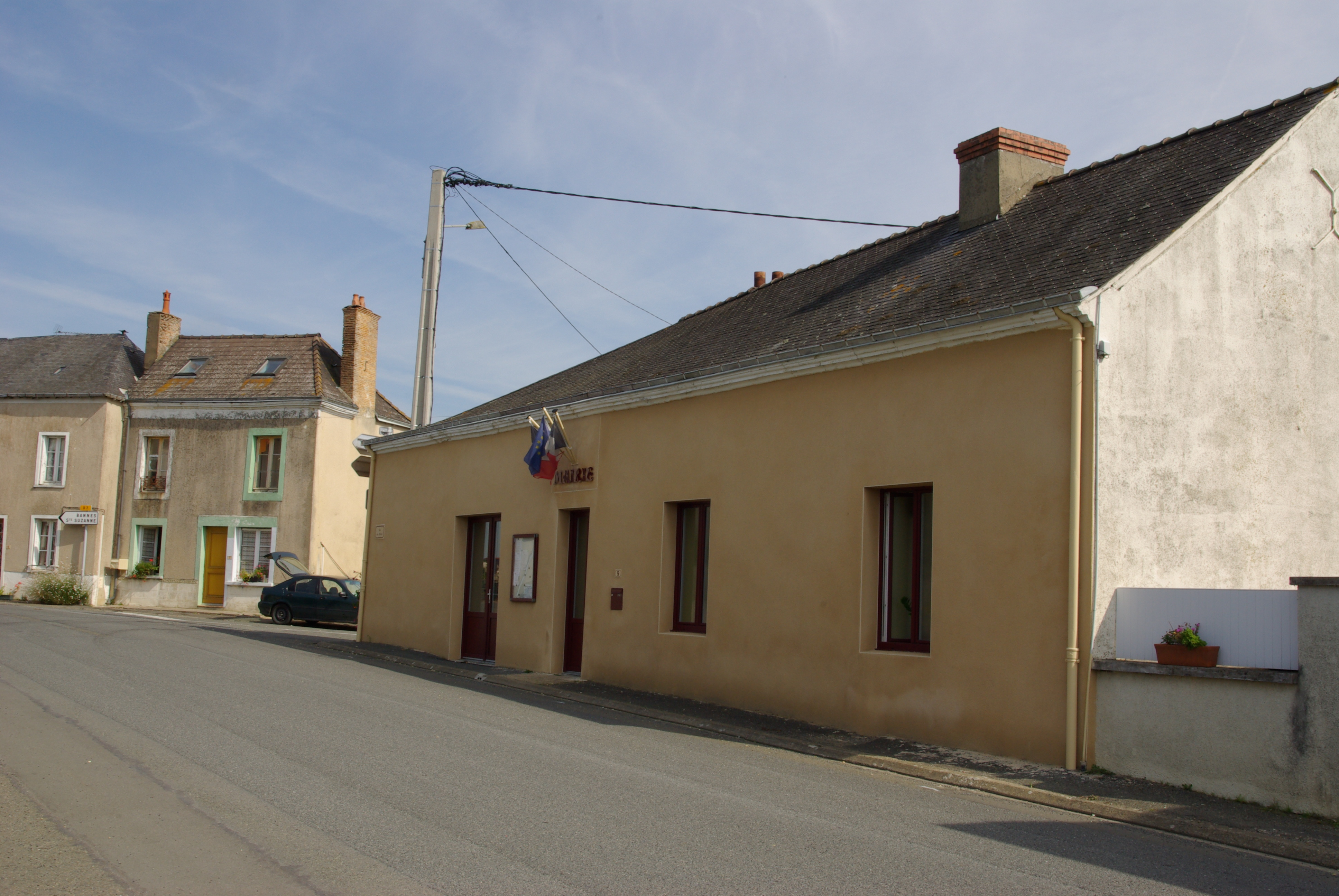
La mairie annexe.

### Liste des maires
| Période | Période       | Identité         | Étiquette | Qualité     |
| ------- | ------------- | ---------------- | --------- | ----------- |
| 1989    | 2006          | Georges Jouy     |           | Retraité    |
| 2006    | décembre 2016 | Michel Cottereau | SE        | Agriculteur |

## Population et société

### Démographie
L'évolution du nombre d'habitants est connue à travers les recensements de la population effectués dans la commune depuis 1793. À partir du 1er janvier 2009, les populations légales des communes sont publiées annuellement dans le cadre d'un recensement qui repose désormais sur une collecte d'information annuelle, concernant successivement tous les territoires communaux au cours d'une période de cinq ans. 
Pour les communes de moins de 10 000 habitants, une enquête de recensement portant sur toute la population est réalisée tous les cinq ans, les populations légales des années intermédiaires étant quant à elles estimées par interpolation ou extrapolation. Pour la commune, le premier recensement exhaustif entrant dans le cadre du nouveau dispositif a été réalisé en 2005,.
En 2021, la commune comptait 264 habitants, en évolution de +10 % par rapport à 2015 (Mayenne : +0,72 %, France hors Mayotte : +2,49 %).
| 1793 | 1800 | 1806 | 1821 | 1831 | 1836 | 1841 | 1846 | 1851 |
| ---- | ---- | ---- | ---- | ---- | ---- | ---- | ---- | ---- |
| 499  | 462  | 493  | 505  | 536  | 575  | 657  | 695  | 841  |

| 1856 | 1861 | 1866 | 1872 | 1876 | 1881 | 1886 | 1891 | 1896 |
| ---- | ---- | ---- | ---- | ---- | ---- | ---- | ---- | ---- |
| 772  | 611  | 579  | 534  | 551  | 470  | 450  | 427  | 432  |

| 1901 | 1906 | 1911 | 1921 | 1926 | 1931 | 1936 | 1946 | 1954 |
| ---- | ---- | ---- | ---- | ---- | ---- | ---- | ---- | ---- |
| 424  | 416  | 419  | 386  | 383  | 345  | 327  | 322  | 321  |

| 1962 | 1968 | 1975 | 1982 | 1990 | 1999 | 2005 | 2010 | 2015 |
| ---- | ---- | ---- | ---- | ---- | ---- | ---- | ---- | ---- |
| 317  | 295  | 209  | 205  | 197  | 172  | 168  | 229  | 240  |

| 2018 | - | - | - | - | - | - | - | - |
| ---- | - | - | - | - | - | - | - | - |
| 255  | - | - | - | - | - | - | - | - |

### Enseignement
Il y a une école maternelle et primaire située sur la commune.

## Culture locale et patrimoine

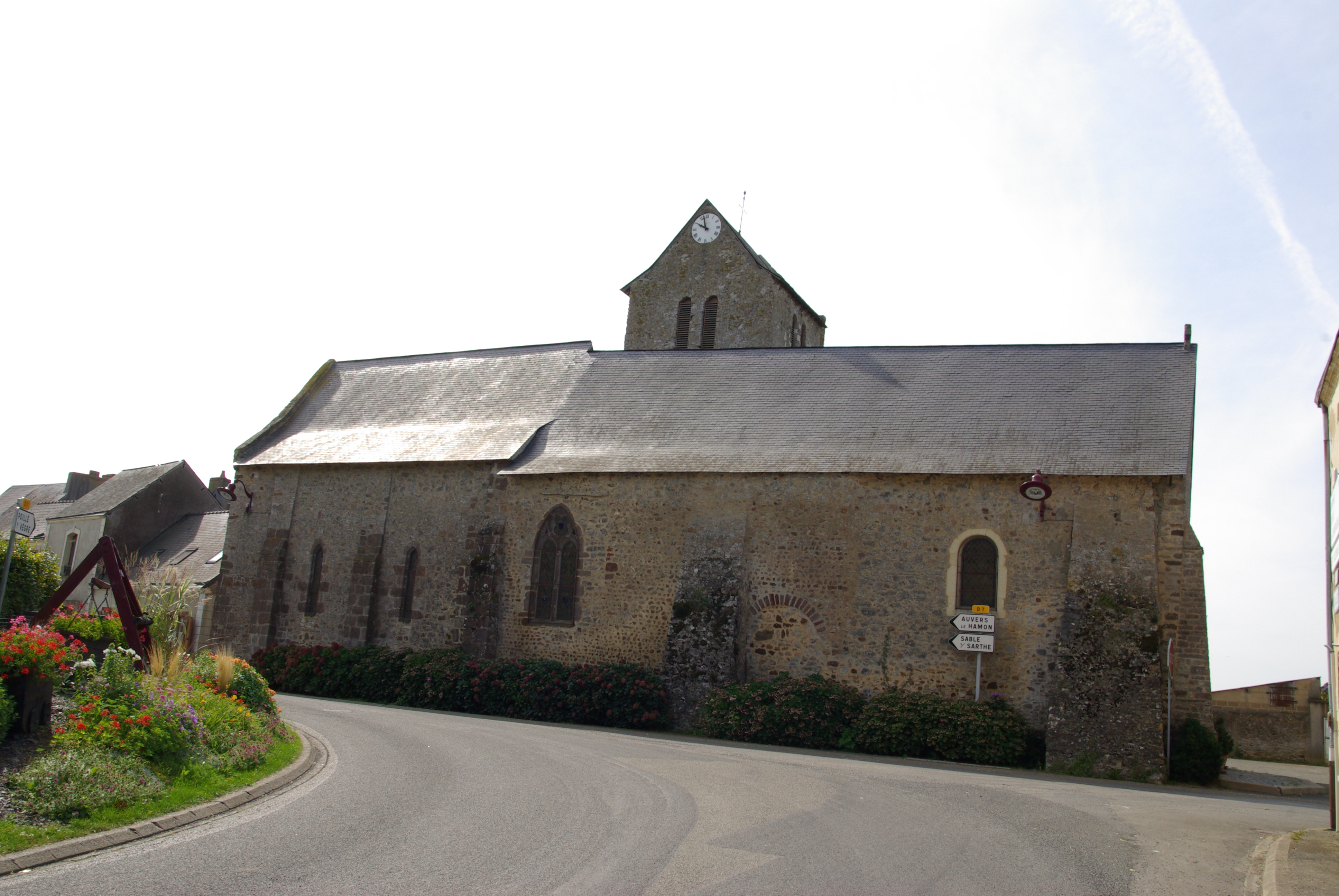
L'église Saint-Pierre-et-Saint-Paul.

### Lieux et monuments
- Église paroissiale Saint-Pierre-et-Saint-Paul construite en calcaire, marbre, terre cuite dans la deuxième moitié du XVIIIe siècle mais conservant des parties romanes chevet et clocher du XIIe ;
- Château de Varennes-l'Enfant ;
- Prieuré Sainte-Catherine de Varennes-l'Enfant qui fait l'objet d'une inscription au titre des Monuments historiques depuis le 12 juillet 1995[10] ;
- Grotte Raymond.